# Operación Plunder
La Operación Plunder fue planificada y ejecutada por el mariscal británico Bernard Montgomery durante la fase final de la Segunda Guerra Mundial en Europa. El objetivo de la misma era lograr que cruzaran el río Rin el 2.º Ejército Británico y el 9.º Ejército estadounidense el 24 de marzo de 1945. Las tropas alemanas que se encontraban en la ribera opuesta no fueron rival para las mejor abastecidas tropas aliadas, y se retiraron rápidamente. Si bien ya se había realizado un cruce en Remagen, este fue el primer cruce de fuerzas importantes aliadas hacia Alemania por el oeste. La operación Plunder contaba con un componente aerotransportado, llamado Operación Varsity.
Esta operación significó el desmoronamiento del Grupo de Ejércitos H, al mando de Johannes Blaskowitz, que protegía el noroeste de Alemania, al mismo tiempo que los Grupos de Ejércitos B y G, al mando de Walther Model y Paul Hausser, respectivamente, eran desarticulados por fuerzas estadounidenses, lo que significó el cierre del Frente Occidental.

## Preparación
La idea de la operación fue del mariscal Montgomery, quien convenció al comandante supremo de las Fuerzas Aliadas en Europa, Dwight Eisenhower, de que la manera más fácil de cruzar el río Rin era atravesándolo a la altura de Wesel. Esta idea encontró la oposición del general Omar Bradley, quien insistía en realizar el cruce entre Bonn y Coblenza.
Los planes de Montgomery ya habían sido frustrados en el intento de cruzar el río rápidamente en la operación Veritable, donde las fuerzas estadounidenses no habían logrado evitar que se destruyeran las presas del Roer, lo que había provocado la inundación del área por la que las tropas británicas y canadienses de Montgomery habían planeado cruzar. Si bien las tropas de Montgomery pudieron cruzar la carretera Nimega-Coblenza con dificultad, las tropas estadounidenses del general William Simpson -que debían cubrirle su flanco derecho- no lo consiguieron, lo que motivó la suspensión de la llegada de Montgomery al Rin hasta finales de febrero.
El principal ataque de la operación Plunder recaía sobre el 2.º Ejército Británico de Miles Dempsey, mientras que el XIX Cuerpo de Ejército estadounidense cruzaría el Rin poco después de que las tropas británicas lo cruzaran más al sur. Luego, construirían puentes tácticos. A última hora, Montgomery decidió añadir la operación Varsity a su operación, con el objetivo de enviar paracaidistas contra los defensores alemanes.

## Desarrollo

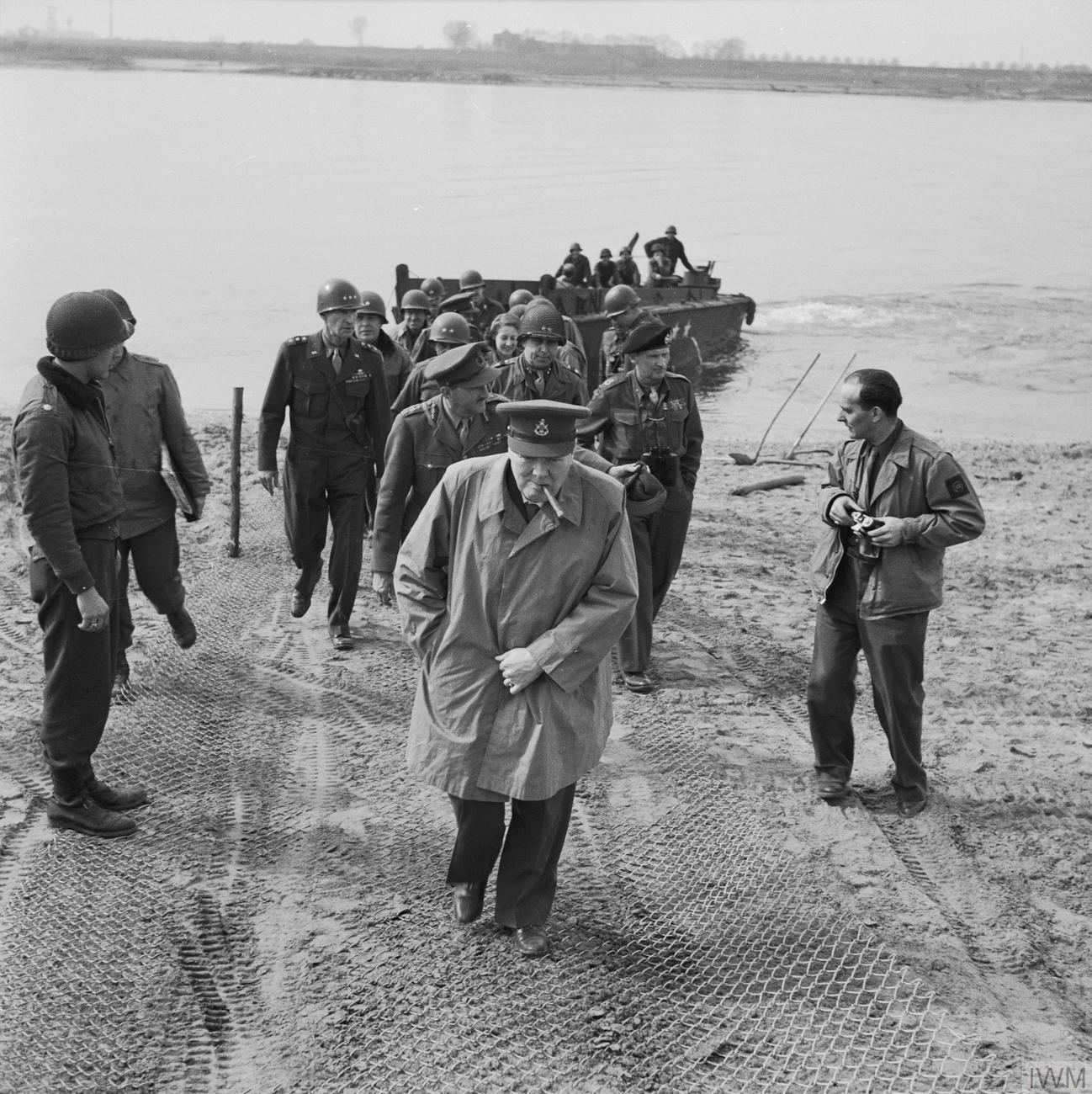
El primer ministro Churchill cruzando el Rin a la altura de Wesel; a su izquierda está el mariscal Montgomery, con boina negra.

Aunque la importancia de la operación fue opacada por el cruce anterior del Rin por tropas estadounidenses en Remagen, esto también sirvió para distraer al OKW de los ataques británicos.
En la noche del 23 de marzo, dos cuerpos de ejército británicos (XXX y XII) cruzaron el río, mientras que un cuerpo estadounidense (el XIX) cruzó más al sur. El premier británico Winston Churchill estuvo presente en el inicio de las operaciones del XXX Cuerpo, acompañado por el mariscal Montgomery. A partir de las 10 de la noche, los atacantes, al principio boinas verdes, cruzaron el río en rápidos botes de asalto, mientras que los suministros y las municiones fueron transportados por vehículos anfibios "Buffalo". Media hora después, 201 bombarderos de la RAF atacaron Wesel, arrojando mil toneladas de explosivos sobre la ciudad y abriendo paso al XII Cuerpo Británico, compuesto principalmente por escoceses, que debía tomarla.
Más al sur, cerca de Alpen, el general Simpson y el comandante supremo Eisenhower observaron a la 1 de la madrugada del 24 de marzo el cruce de las tropas estadounidenses, acompañándolas incluso hasta la orilla del río.
La noticia del cruce de Montgomery en Wesel no pudo ser considerada seriamente en Berlín, ya que en aquel momento Hitler se encontraba preocupado por el cruce del 3.º Ejército de George Patton en Oppenheim.
La operación aerotransportada Varsity condenó definitivamente a los defensores del Grupo de Ejércitos H, y el éxito de Plunder quedó asegurado definitivamente. De esta manera, para el 27 de marzo, la cabeza de puente tenía una anchura de 55 km y una profundidad de 33 km.

## Consecuencias

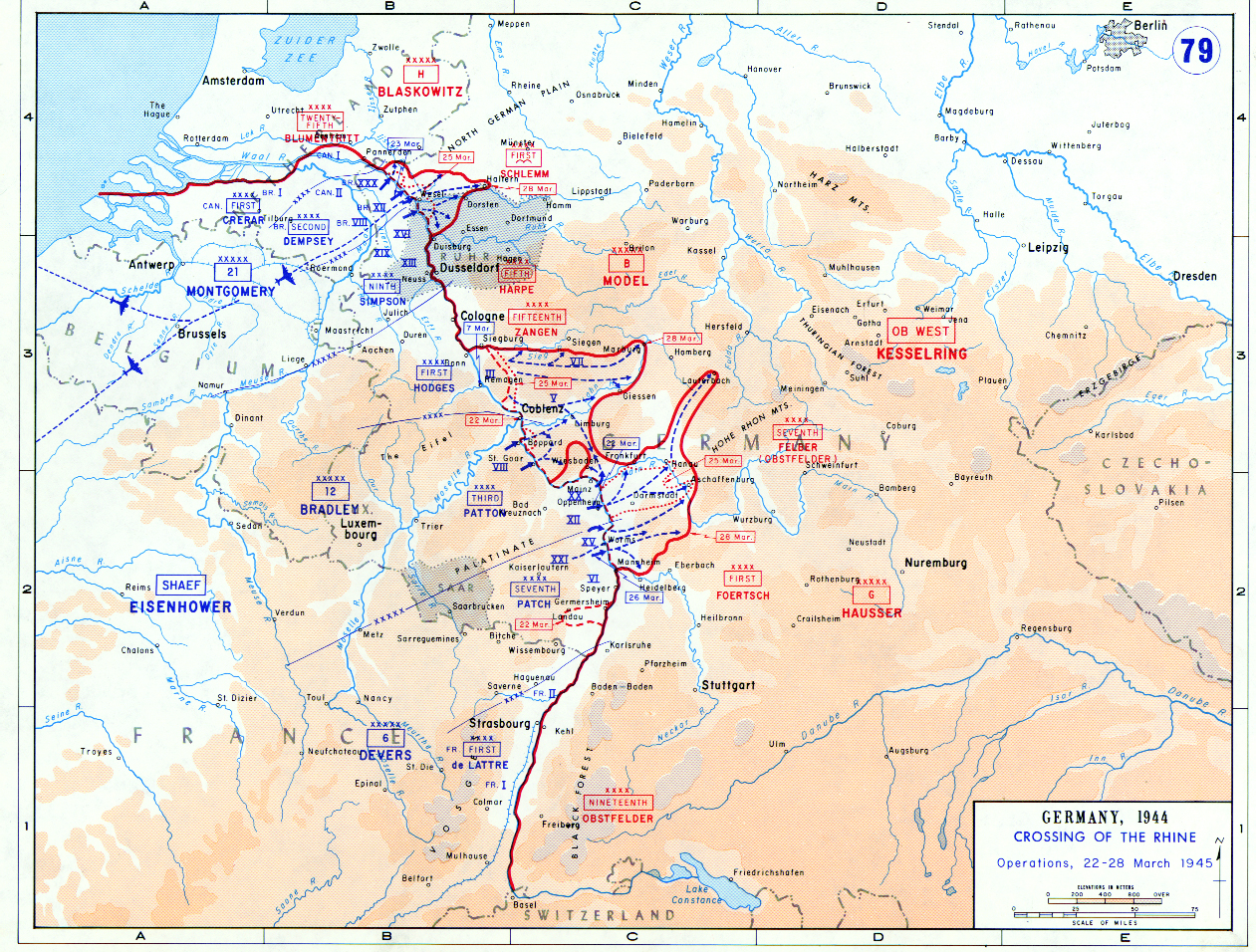
Cruces aliados del Rin. El del norte es el de la Operación Plunder. Ya se observa la creación de la bolsa del Ruhr.

Con el Grupo de Ejércitos H y G destruidos en el norte y el sur del frente del Rin, solamente el Grupo de Ejércitos B de Walther Model quedaba como una fuerza organizada. No obstante, con sus flancos desprotegidos, esta fuerza fue cercada por el 9.º Ejército de Simpson por el norte y por el 1.º Ejército estadounidense de Courtney Hodges, creándose la bolsa del Ruhr. Una enorme bolsa de 80 km de ancho y 110 km de largo, con 325 000 alemanes atrapados en ella.
Al quedar destruidos los tres grupos de ejércitos alemanes en el occidente, los aliados occidentales no encontraron muchos problemas para llegar hasta el Elba.

## Conflictos entre los aliados
Desde que Eisenhower aprobó la idea de Montgomery, los oficiales estadounidenses empezaron a mostrar su descontento respecto a la idea de que tropas británicas cruzaran el Rin primero. Este descontento se vio materializado cuando los comandantes de los 1.º y 3.º Ejércitos estadounidenses, los generales Hodges y Patton, respectivamente, cruzaron el Rin antes que Montgomery, ocultando la posición de sus tropas a Eisenhower, por miedo a que este los obligara a detenerse. De esta manera, a petición de Patton, las noticias de los cruces estadounidenses no sólo fueron ocultadas hasta que se establecieran las cabezas de puente, sino hasta el inicio del cruce británico, presumiblemente con el objetivo de opacar el último.